# Quinto Aquílio Níger
Quinto Aquílio Níger (em latim: Quintus Aquilius Niger) foi um senador romano eleito cônsul em 117 com Marco Rébilo Aproniano. Além do consulado, o único cargo conhecido em sua carreira foi o de governador com poderes proconsulares da Sicília, uma província de status pretoriano.

## Bibliografía
- Prosopographia Imperii Romani1 A-809.
- P. von Rohden, "Q. Aquilius Niger 27 y 28)", RE, vol. II-1, Stuttgart, 1895, col. 173.
- Der Neue Pauly, vol. I, Stuttgart, 1999, col. 938.